# Харчук Михайло Опанасович
Миха́йло Пана́сович Харчу́к (нар. 7 жовтня 1937) — український будівельник, винахідник-раціоналізатор, громадський діяч. Дійсний член Української академії наук (2004). Почесний громадянин міста Ніжина (2004).

## Біографія
Народився 7 жовтня 1937 року.
Працював заступником директора з капітального будівництва заводу «Ніжинсільмаш». З 1994 по 2000 рік обіймав посаду заступника міського голови Ніжина з питань будівництва, архітектури, житлово-комунального господарства та земельних відносин.
Брав участь у будівництві промислових об'єктів, а також об'єктів соціальної та інженерної інфраструктури в Ніжині, Прилуках, Батурині, Бахмачі, Острі, Броварах, Ічні, Бобровиці, Носівці та багатьох інших населених пунктах Чернігівщини.

## Наукова діяльність
Михайло Харчук є автором двох винаходів та понад 10 раціоналізаторських пропозицій.
Є членом-кореспондентом Української академії наук національного прогресу. У 2004 році став дійсним членом Української академії наук.

## Нагороди та визнання
- Почесна грамота Управління Цивільної Авіації України (1968)[4]
- Ювілейна медаль «За доблесну працю» (1970)[1]
- Почесний громадянин міста Ніжина (2004)[1]

Як почесному громадянину міста, Ніжинська міська рада щорічно виплачує йому міську стипендію.
Проживає в Ніжині.